# برج ناقوس خنت

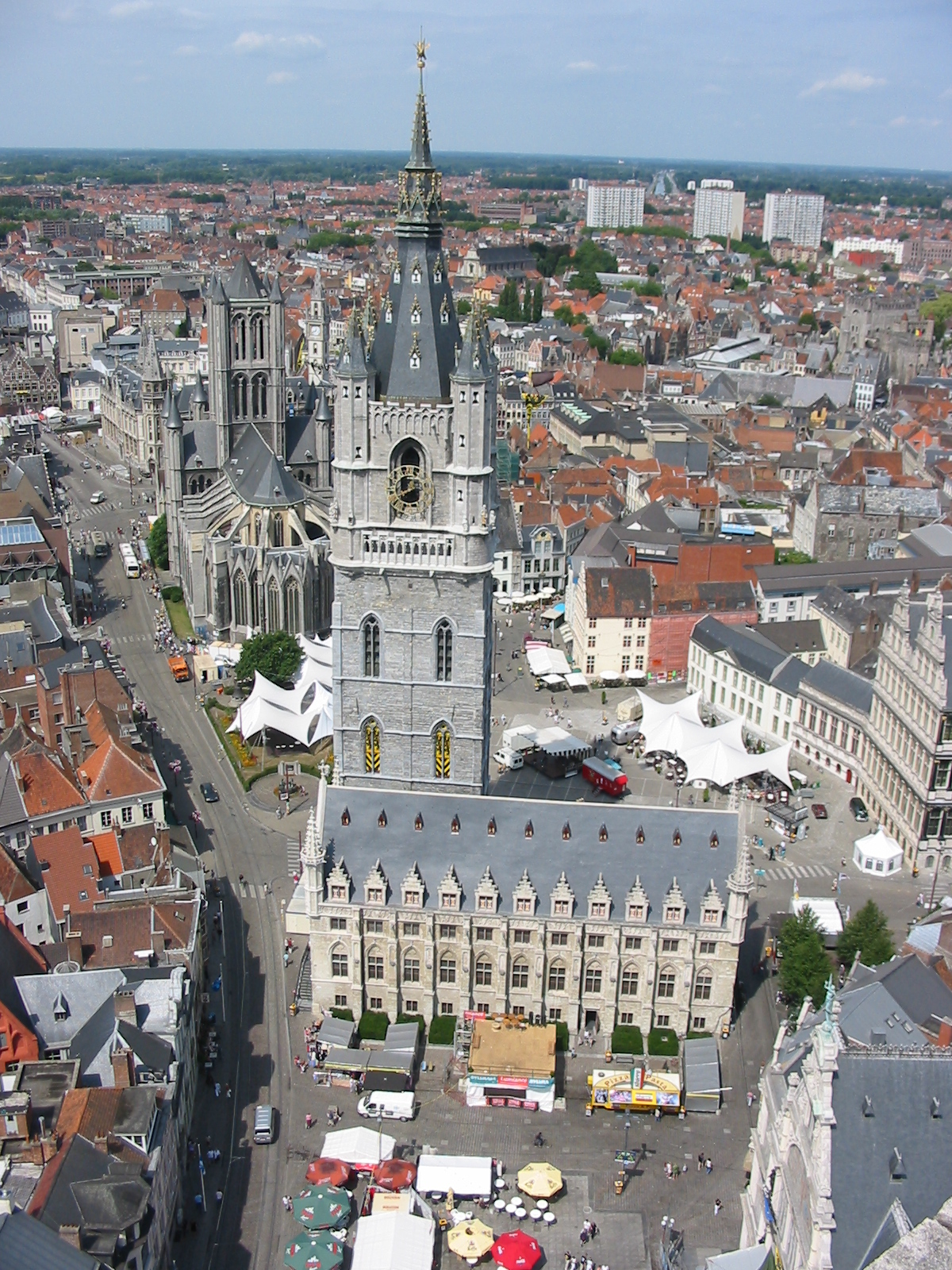

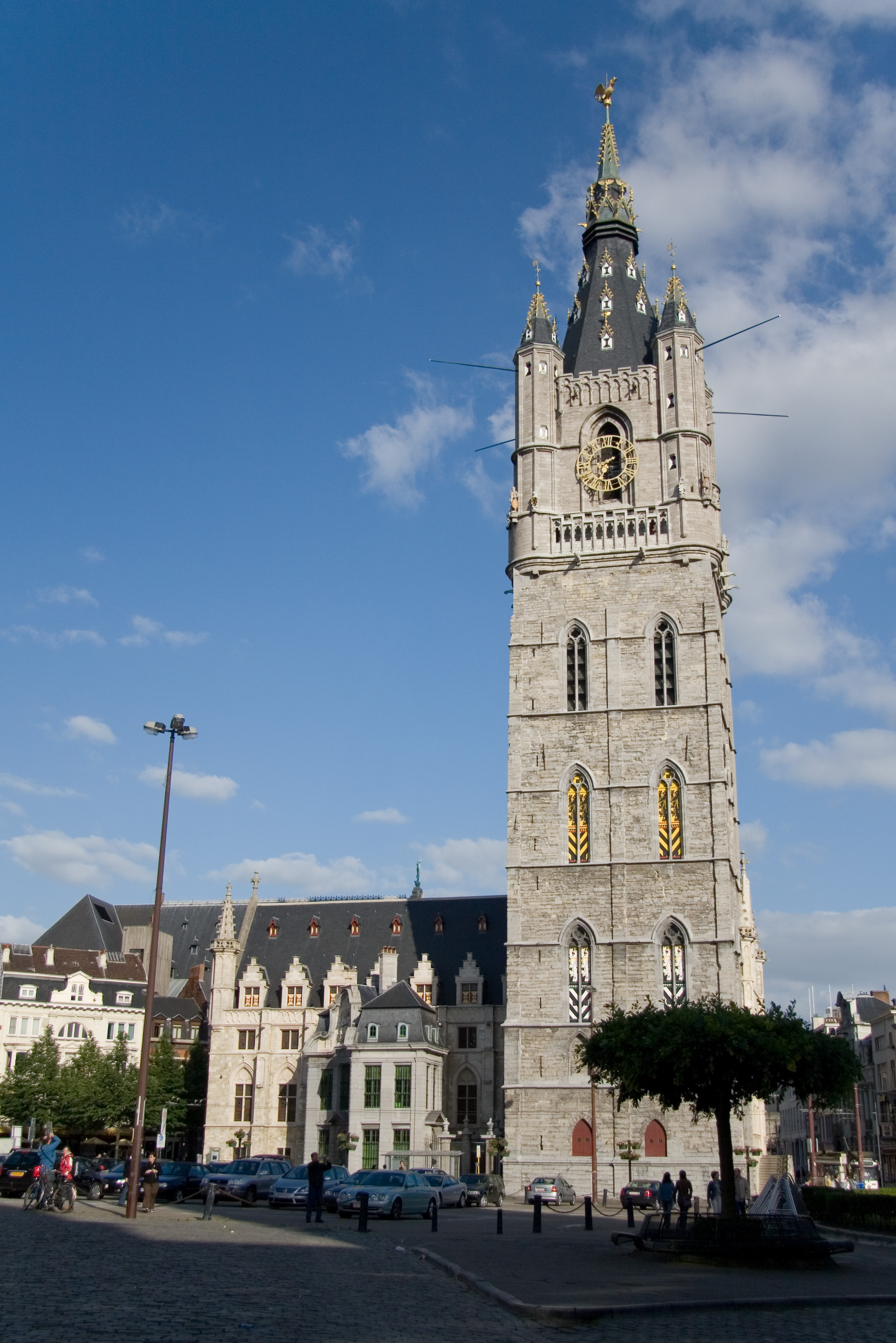

برج ناقوس خنت (انگلیسی: Belfry of Ghent) برجی در شهر خنت در بلژیک با ۹۱ متر ارتفاع و یکی از سه برج بلند خنت است.ساخت آن در سال ۱۳۱۳ و در سال ۱۳۸۰ به پایان رسید.این ناقوس در فهرست میراث جهانی یونسکو قرار گرفت.